# Lithobius varius
Lithobius varius är en mångfotingart som beskrevs av Carl Ludwig Koch 1847. Lithobius varius ingår i släktet Lithobius och familjen stenkrypare.
Artens utbredningsområde är Tyskland. Inga underarter finns listade i Catalogue of Life.